# Partido Humanista da Solidariedade
De Partido Humanista da Solidariedade (afgekort PHS, Nederlands: Humanistische Partij van de Solidariteit) was een politieke partij in Brazilië. De partij werd in 1996 opgericht onder de naam Partido da Solidariedade Nacional (Partij van Nationale Solidariteit, PSN) en geregistreerd op 20 maart 1997, met als eerste partijleider Philippe Guedon.
In 1998 werd nog onder de vorige naam van de partij Vasco Azevedo Neto als kandidaat opgeworpen voor de presidentsverkiezingen. Hij ontving 109.003 stemmen (0,16% van het totaal) en eindigde op de 12e plaats.
In 2000 fuseerde de partij met een groep die de Partido Humanista Nacional (Nederlands: Nationaal Humanistische Partij) probeerde op te richten en werd de naam van de partij veranderd in de huidige. In 2006 werd er samengewerkt met de PPS en PMN onder de naam Mobilização Democrática (Nederlands: Democratische Mobilisatie) met het doel om de beperkingen van de kiesdrempel te omzeilen. Nadat deze was gevallen, werd de samenwerking weer ongedaan gemaakt en gingen de partijen weer hun eigen weg.
Op 19 september 2019 werd de partij opgeheven en opgenomen in de partij Podemos.